# Au ras des pâquerettes
Albums de Alain Souchon
Défoule sentimentale
(1995) Collection 1974-1983
(2001)
Singles
1. Rive gauche
Sortie : novembre 1999
2. Tailler la zone
Sortie : mars 2000
3. Le Baiser
Sortie : octobre 2000
4. Au ras des pâquerettes
Sortie : janvier 2001

Au ras des pâquerettes est le 10e album studio d'Alain Souchon. Il est sorti en 1999.
L'album s'est vendu à plus d'un million d'exemplaires en France, où il est certifié disque de diamant.
La chanson Le Baiser figure parmi les incontournables du répertoire du chanteur.

## Titres
Toutes les paroles sont écrites par Alain Souchon.
| 1.    | Pardon                 | Laurent Voulzy                  | 4:00 |
| 2.    | Le Baiser              | Alain Souchon                   | 4:02 |
| 3.    | Tailler la zone        | Laurent Voulzy                  | 4:03 |
| 4.    | Rive gauche            | Alain Souchon                   | 3:48 |
| 5.    | L'Horrible Bye-bye     | Laurent Voulzy                  | 4:23 |
| 6.    | Au ras des pâquerettes | Laurent Voulzy                  | 5:50 |
| 7.    | C'était menti          | Pierre Souchon                  | 3:50 |
| 8.    | Petit tas tombé        | Alain Souchon et Pierre Souchon | 3:04 |
| 9.    | Une guitare un citoyen | Laurent Voulzy                  | 4:32 |
| 10.   | Caterpillar            | Alain Souchon                   | 4:18 |
| 41:49 |                        |                                 |      |

## Contributions
- Arrangements et programmations : Renaud Letang et Franck Pilant
- Franck Pilant : guitares
- Michel-Yves Kochmann : guitares
- Laurent Faucheux : batterie
- Guy Delacroix : basse
- Jean-Luc Léonardon : wurlitzer
- Enregistrements et mixage : Renaud Létang au Studio Ferber (2e ingénieur : Cédric Champalou)
- Mastering : John Davis

## Classements et certifications
| Pays                | Meilleure position | Certification |
| ------------------- | ------------------ | ------------- |
| France              | 1                  | Diamant       |
| Belgique (Wallonie) | 5                  |               |
| Suisse              | 74                 |               |

## Anecdotes
Le titre Au ras des pâquerettes est aussi celui d'une chanson du premier album des Cherche-Midi, groupe fondé par le fils d’Alain Souchon, Pierre Souchon avec Julien Voulzy, fils de Laurent Voulzy, mais l'album n'a aucun rapport avec la chanson.
Une phrase de la chanson Au ras des pâquerettes évoque les seins de Sophie Marceau, en clin d'œil à la chanson de Assez... Assez de Julien Clerc sorti en 1997 sur l'album Julien et dont les paroles évoquant la rondeur de sa poitrine avaient agacé l'actrice. Cependant, Sophie Marceau montre volontairement une partie de ses seins dans l'un de ses films. L'animateur Nagui évoque ce paradoxe lors d'une interview et l'actrice lui répond que "ce sont les [siens] et [qu'elle] en fait ce [qu'elle] veut".